# Vrbovce, Slovacia
Vrbovce este o comună slovacă, aflată în districtul Myjava din regiunea Trenčín. Localitatea se află la altitudinea de 341 m deasupra n.m., se întinde pe o suprafață de 51,52 km2 și în 2017 număra 1.510 locuitori.

## Istoric
Localitatea Vrbovce este atestată documentar din 1394.

## Demografie
| An:                | 1994 | 2004   | 2014   | 2024   |
| ------------------ | ---- | ------ | ------ | ------ |
| Număr de persoane: | 1622 | 1574   | 1539   | 1405   |
| Diferență:         |      | −2,95% | −2,22% | −8,70% |

| An:                | 2023 | 2024   |
| ------------------ | ---- | ------ |
| Număr de persoane: | 1420 | 1405   |
| Diferență:         |      | −1,05% |